# Max Walker
Max Walker (Montréal, 30 dicembre 1986) è un attore canadese, conosciuto per interpretare dal 2003 il ruolo di Gary "Squib" Furlong nella serie televisiva 15/Love.

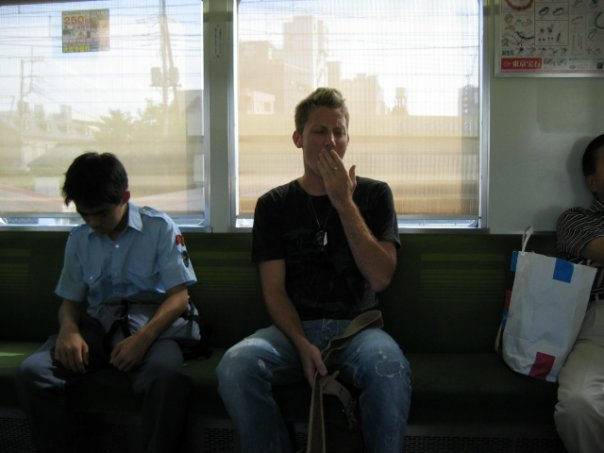
Max Walker

Nato a Montréal, Max è l'unico della famiglia a far parte del mondo dello spettacolo; è stato fidanzato per due anni con la co-star di 15/Love Laurence Leboeuf che interpretava Cody Myers, mentre al momento è fidanzato con una ragazza canadese. 
Quando non è occupato con la recitazione Max si diverte scrivendo e dirigendo i suoi film.
Max ha fatto parte anche del cast di "Big Wolf on Campus", "Delta State", "Hysteria - The Def Leppard Story" e nel recente film "I'm Not There".

## Filmografia
- I'm Not There (Io non sono qui) ... Ragazzo (2007)
- 15/Love ... Gary "Squib" Furlong (46 episodi, 2004)
- Delta State ... Phil (1 episodio, 2004)
- L'hôtel de l'avenir ... Jack (2004)
- Going for Broke - Una vita in gioco ... Amico di Connor (2003)
- Hysteria: The Def Leppard Story (2001)
- Further Tales of the City ... Jack (2001)
- P.T. Barnum (1999) (TV)